# ロシアにおける反ユダヤ主義
ロシアにおける反ユダヤ主義（英語:Antisemitism in Russia)では、ロシアの反ユダヤ主義およびそれに関連するロシアの政治、社会、文化におけるロシアのユダヤ人の状況と歴史を紹介する。

## モスクワ大公国 (1263-1547)
モンゴルのくびきから解放されたイヴァン3世（在位1462年 - 1505年）がモスクワ大公国を四倍に拡大した時代、ユダヤ人はモスクワ大公国に足を踏み入れた。

### スハリヤユダヤ教団事件
1470年頃、スハリヤという男がノヴゴロドでユダヤ教の優位を説教し、キリスト教聖職者もユダヤ教へ改宗したが、布教活動が公然と行われるようになると記録が途絶えた。しかし、スハリヤユダヤ教団は「ユダヤ教まがいのキリスト教徒」として密かに活動を続け、イエスはモーセと同じ位格であり、父なる神と同格ではないと主張したが、これは4世紀の東ローマ帝国アンキラのマルケロス派（Markellos of Ankyra）、フォティノス派（Photinus）の教えと同じであった。この「ユダヤ教」の教えはロシアで広まったが、全スラブ主義者が勝利して、イヴァン4世（在位1533年 - 1547年）治世下の1540年、スハリヤユダヤ教団の指導者たちは処刑された。
このスハリヤユダヤ教団事件以降、モスクワ大公国では異邦人は特別居住区に住まわせられ、ユダヤ人への隔離政策も行われた。

## ロシア・ツァーリ国 (1547-1721)
1550年、イヴァン4世(イワン雷帝)は、ポーランド王ジグムンド＝アウグストからユダヤ人商人のモスクワ入りの許可を求められると、毒薬を持ち込むユダヤ人を入国させることはできないと拒否した。

## ロシア帝国  (1721-1917)
1698年、ピョートル1世(ピョートル大帝)がアムステルダム市長ウィトセンからユダヤ人商人のモスクワ滞在の許可を求められると、自由思想の持ち主であったピョートル大帝は時期尚早と断った。1721年にピョートル大帝は皇帝（インペラートル）を宣言し、ロシア・ツァーリ国はロシア帝国となる。
エリザヴェータ皇帝(在位1741-1762)は、ウクライナ、ロシアからのユダヤ人全員を追放し、以後入国も禁止した。1743年には元老院がユダヤ人商人の市場参加で帝国国庫がいかに潤うかを報告しても、女帝はキリストの敵からの利益は不要であると認めなかった。
パーヴェル1世（在位：1796年 - 1801年）は、ガヴリ−ナ・デルジャーヴィンにポーランドのユダヤ人調査を命じて、デルジャーヴィンは、シナゴーグは迷信と反キリスト教的憎悪の巣以外の何物でもない、ユダヤ人自治機構カハルは危険な国家内国家であり、ユダヤ人は隣人の財産を奪い取ることを目的としていると報告した。
ロシア皇帝アレクサンドル1世（在位：1801年 - 1825年）は、ユダヤ人を市民として解放すれば、ユダヤ人のキリスト教への改宗を早めることができるとして、ユダヤ人解放を計画した。

### ニコライ1世の時代 (1825 - 1855)
ロシア皇帝ニコライ1世（在位：1825年 - 1855年）は、ユダヤ人対策を強化した。ニコライ1世は、教育相ウヴァーロフの提案で、ユダヤ人に対してロシアの学校に通学するか、ロシア語で授業をすることを強要した。しかし、ロシア帝国公認の学校に通うユダヤ人生徒数は数千人にとどまり、皇帝はユダヤ人への不信感をつのらせ、密輸入やスパイ容疑をかけられたユダヤ人は定住地域の境界線から50km以内の町や村からの強制退去を命じられた。1825年に起きたデガブリストの乱の指導者の一人ペステリは、ニコライ1世の対ユダヤ強硬政策に同調して、ユダヤ人は強制的にロシア人に同化させるか、パレスチナへ追放するかのいずれかであると述べている。

#### ユダヤ人徴兵法 (1827)
1827年にはユダヤ人徴兵法が成立した。それまで人頭税で兵役を免除されていたユダヤ人にも兵役が義務づけられ、プロイセンのカントン制度を模して7歳以上のユダヤ人の子供をカントニストとして軍事教練に送り、キリスト教に改宗させた。

#### カハル解体、ユダヤ書物の検閲
ダマスクス事件（1840）の発生によって、ニコライ1世はヴラディーミル・ダーリに併合したポーランドのユダヤ人の調査を命じて、ユダヤ人の大多数は儀式殺人の慣習を持たないが、ハシッド派の狂信的な宗派は儀式殺人を行っていると報告された。
ニコライ1世は1844年にはユダヤ人自治機構カハルを解体し、ユダヤ書物への検閲が始まり、モーシェ・ベン＝マイモーンの書物が儀式殺人を教唆するものとして差し押さえられた。またゴーゴリの『死せる魂』も神の全知全能に言及せずに自然の諸力を扱ったとして差し押さえた。また皇帝は、正教会でイディッシュ語で執行されるミサへの参列をユダヤ人に義務づけようとした。

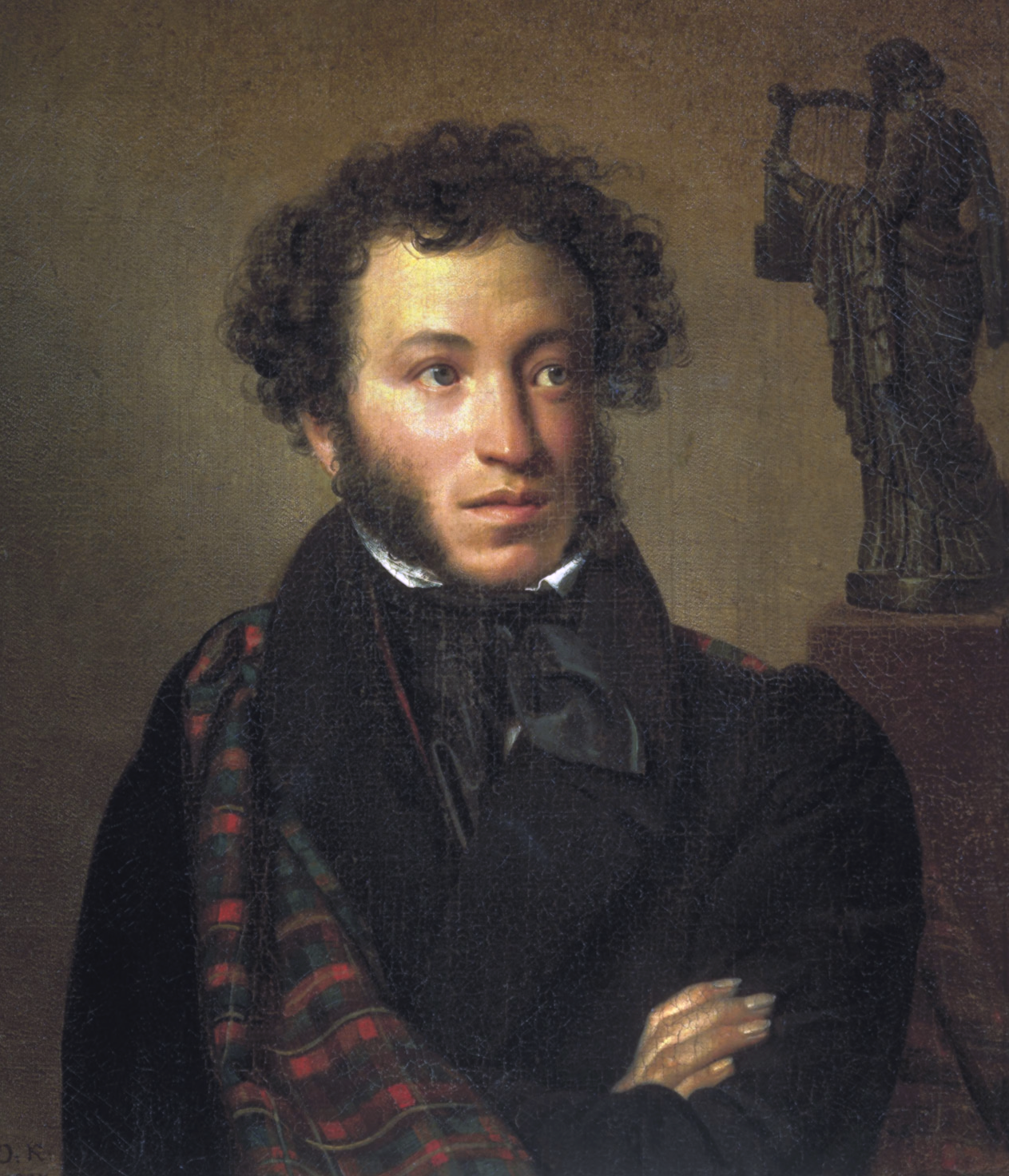
アレクサンドル・プーシキン

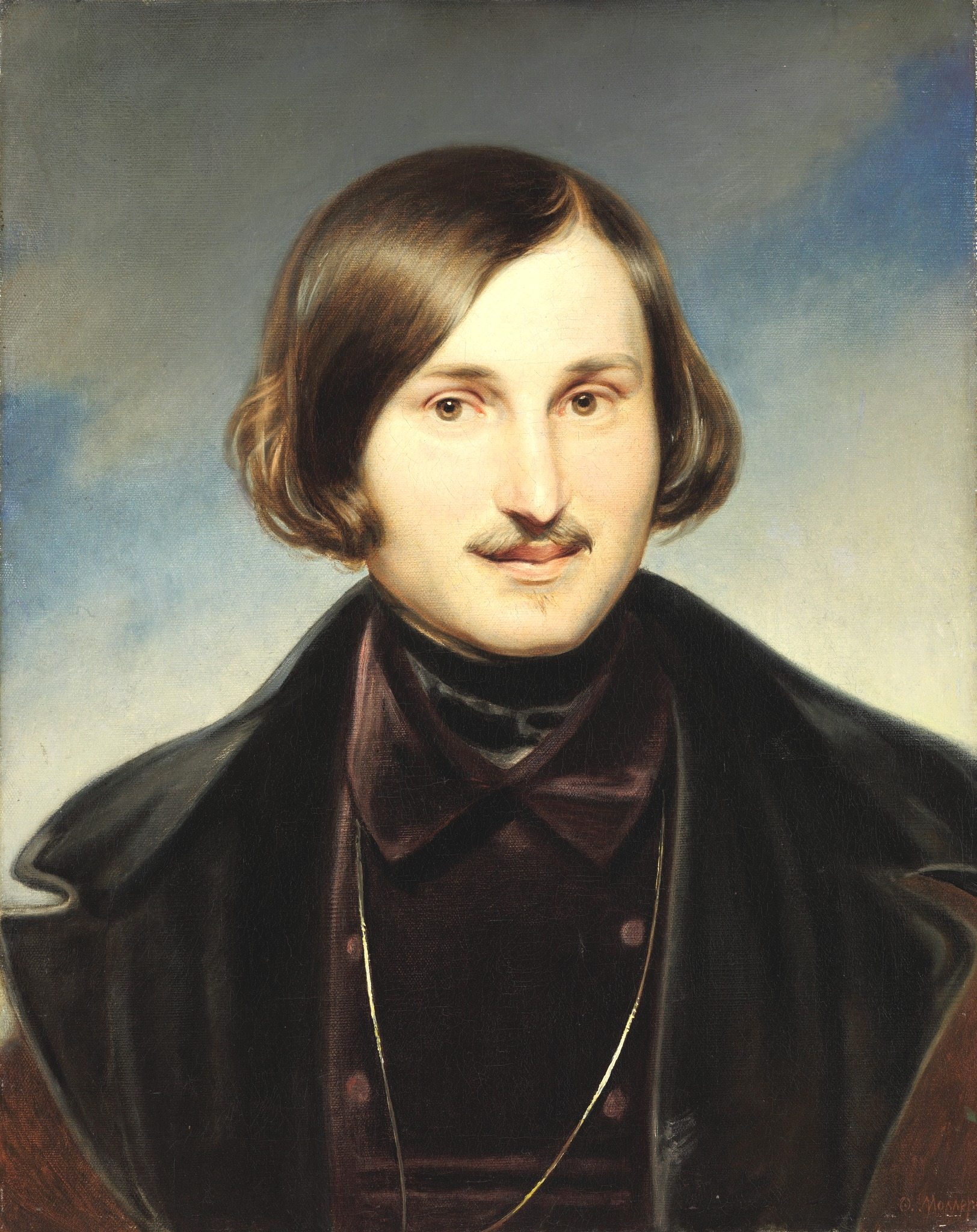
ニコライ・ゴーゴリ

作家アレクサンドル・プーシキンは作品でユダヤ人を裏切り者やスパイとして描いた。プーシキンはユダヤ人女性を美人に描いたり、未完の『吝嗇の騎士』では騎士がユダヤ人高利貸しに向かって「いまいましいユダ公、いや、敬愛するソロモン君」と述べる。
作家ゴーゴリは小説『タラス・ブーリバ』(1835年)で、卑怯な搾取者のユダヤ人ヤンキェルが、コサック領主によってドニエプル川に沈められる姿や、「羽をむしられた鶏」のような姿を滑稽に描いた。
イワン・ツルゲーネフの『ユダヤ人』(1846年）では、密偵のユダヤ人の死刑執行が「見ていて本当に滑稽だった」として、「奇妙な仕草、実に非常識な叫びや身震いなどによって」「その光景がどれほど嘆かわしいものであってもわれわれはどうしても微笑んでしまうのだった」と描かれた。しかし、ツルゲーネフ後期の作品ではユダヤ人は人間味溢れる者として描かれた。

### アレクサンドル2世の時代 (1855-1881)

#### 「解放ツァーリ」：ユダヤ人の解放と反ユダヤ主義の拡大
ロシア皇帝アレクサンドル2世（在位：1855年 - 1881年）は、ユダヤ人徴兵法を廃止し、学校での宗教教育を自由選択として、ユダヤ人からは「解放ツァーリ」と呼ばれた。ユダヤ人の富裕層ではロシア語使用がすすみ、ユダヤの新聞がロシア語で出版されるようになった。
ロシアの富裕ユダヤ人には、銀行や金鉱開発や鉄道事業で成功したギンツブルク家や、金融資本家で南ロシア炭鉱会社を経営してロシア貴族ともなったポリャーコフ家があった。ネクラーソフはスラヴ人商人は良心の呵責によって窓から金を投げ捨てる一方で、富裕ユダヤ人は平気で搾取横領し、その成果を外国で貯蓄運用すると対比させた。
1862年、汎スラブ主義を主張する評論家アクサーコフは、ユダヤ人解放に反対して、「ロシアの民衆をユダヤ人のくびきから解放すること」を主張し、またキリスト教徒をユダヤ教からも解放すべきであると主張した。
1869年、ロシア正教会に改宗したユダヤ人のヤコブ・ブラフマンは『カハルの書』『地域的ならびに世界的なユダヤ人同胞組織』において、ユダヤ人は非ユダヤ教徒を商業・産業から追い出し、あらゆる資本や不動産を自分の懐に集めており、また、国際的な活動をするユダヤ人同胞組織によって世界中のユダヤ共同体（カハル）が同じ方向に向かっていて、「世界イスラリエット同盟」はフランス革命を起こしたと報告した。また、ユダヤ人はロシアに国家内国家を形成し、一般市民を服従させ搾取すると主張した。
1877年のロシア・トルコ戦争によって、ロシアでは反ユダヤ主義が国家上層部と大衆の間で広まった。

#### ドストエフスキーと反ユダヤ主義

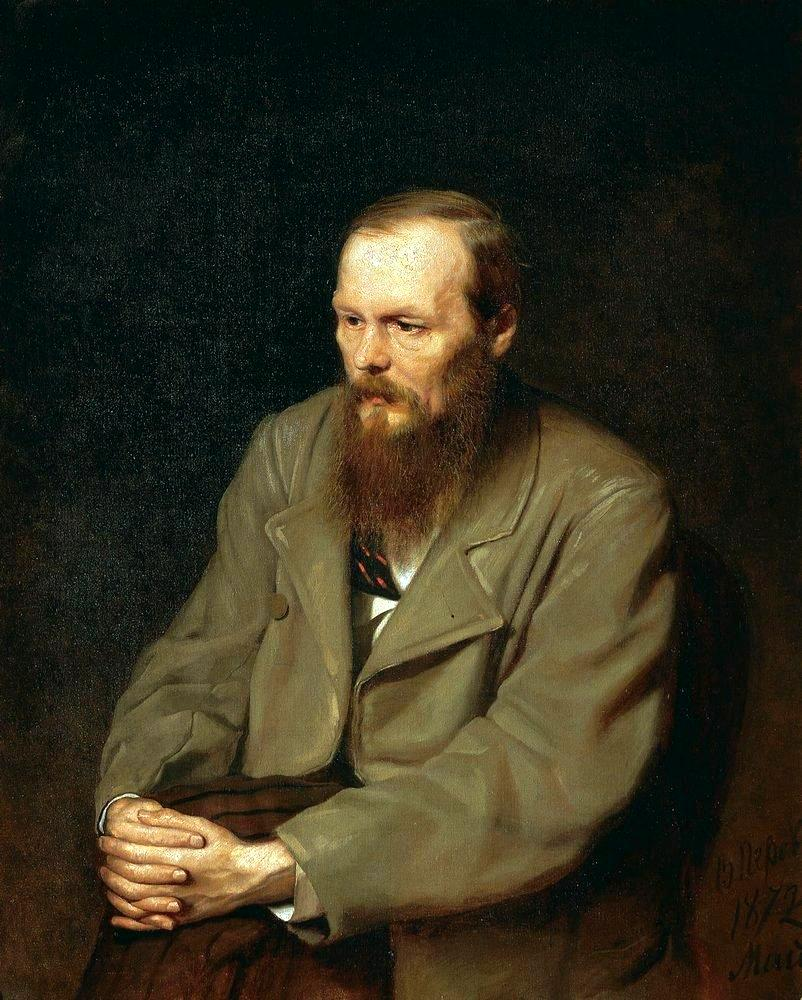
文豪フョードル・ドストエフスキーは反ユダヤ主義者で、アーリア民族を賛美し、後年の反ユダヤ主義にも影響を与えた。

文豪フョードル・ドストエフスキーは、ゴーゴリのユダヤ人描写を模して、『死の家の記録』(1862年)ではユダヤ人徒刑囚ブムシュテインを「羽をむしられた鶏」として滑稽に描いた。なお、この「羽をむしられた鶏」としてのユダヤ人のイメージは、シチェドリンの『ペテルブルグのある田舎者の日記』や、チェーホフの『広野』、バーベリの『騎兵隊』（1926）でも描かれた。ドストエフスキーは、1861年には反ユダヤ的な例外法の廃止を求めることもしたが、『悪霊』(1872)の作中では改宗ユダヤ人が共犯者を告発する様子を描いた。
ドストエフスキーは改宗ユダヤ人のブラフマンによる反ユダヤ主義の書物『カハルの書』(1869)から影響を受けた。1873年以降はユダヤ人への攻撃が激しくなり、ドストエフスキーは死去するまで反ユダヤ主義的な発言を繰り返した。1873年にドストエフスキーは、ロシア民衆が飲酒で堕落したままであれば、「ユダヤ人たちは民衆の血をすすり、民衆の堕落と屈辱を自分たちの糧とするであろう」とし、農村はユダヤ人に隷属させられた乞食の群れとなると警告した。
1876年にはユダヤ財界人が自分たちの利益のために農奴制の復活をもくろんでいるとし、ユダヤ人がロシアの土地を購入すると元利を戻そうとしてたちまち土地の資源が枯渇されるということに異議を唱えればユダヤ人は市民同権の侵害だと騒ぐだろうが、それはタルムード的な国家内国家の重視であり、「土地だけでなくやがては百姓も消耗させられてしまうとしたら同権も何もあったものではない」と反論した。また同年7-8月には、ロシアがクリミアを獲得しなければユダヤ人が殺到してしまうと危惧し、他方のロシア国民は「最近の、いまわしい堕落、物質主義、ユダヤ気質、安酒にひたるという生活にもかかわらず」正教の大義を忘れなかったと称賛した。同年10月には、ロシアの民衆の間では無秩序、不身持ち、安酒、機能不全の自治制度、農村を食い物にする高利貸し、そしてジュー（ユダヤ人）が君臨しており、「金があれば何でも買える」という歪んだ不自然な世界観の持ち主である商人長者は儲けになればユダヤ人とも結んで誰でも裏切り、愛国心がなく、教育啓蒙で武装しているロシアの知識人は「汚らわしい取引所的堕落の時代」における物質主義の怪物を撃退できるが、民衆は「すでにユダヤ人に食い入られた」と診断した。同年12月にはロシア知識人には「ユダヤ化した人々」がいて、経済面からのみ戦争の害を言い立て、銀行の破産や商業の停滞で人を脅迫し、トルコに対してロシアは軍事的に無力であるなどと主張するが、彼らは当面する問題の理解が欠けていると批判した。
1877年にはオスマン帝国のコンスタンティノープルを征服してキリスト教の教会を解放するために十字軍を派遣すべきであるとし、露土戦争の開戦直前の3月にはコンスタンティノープルはロシアのものになるべきだと主張した。
1877年3月ドストエフスキーは、無神論者のユダヤ人からの抗議への反論『ユダヤ人問題』を発表した。「高級なユダヤ人」に属する抗議者は無神論者というが、エホバを放棄するとは罪深く、「神のいないユダヤ人など想像もできない」し、自分はユダヤ人を民族として憎悪したことはない、また自分がユダヤ人を「ジート（ジュー）」と呼ぶことは侮辱ではなく一定の観念であり、言葉に腹を立てるのはよくないとした。また、自分はこれほどの攻撃を招くような反ユダヤ的論文は書いていないし、この抗議者はロシア国民に対して傲慢であり、この告発における激昂こそユダヤ人のロシア人観を鮮やかに物語ると反論した。そもそもユダヤ人とロシア人が離反している要因は双方に責任があるし、ユダヤ人のように「これほど絶え間なく、歩けば歩いたで、口を開けば開いたで、自分の運命を訴え、自分の屈辱を、自分の苦悩を、自分の受難を嘆いている民族は、世界中を探しても確かに他にはいない」とし、ユダヤ人は「虐げられ、苦しめられ、侮辱されている」というが信用できないし、ロシアの庶民はユダヤ人以上の重荷を背負っている、それどころか、農奴制から解放されたロシアの庶民に対して「昔からの金貸しの業で」「獲物にとびかかるようにして、真っ先に彼らにとびついたのは誰であったか」、ユダヤ人は「ロシアの力が枯渇しようが知ったことではなく、したいだけのことはやってのけて、いなくなってしまった」と述べた。ユダヤ人がこれを読むと、中傷・嘘だと主張するだろうが、アメリカ南部でもユダヤ人は解放された黒人に襲いかかり、金貸し業で彼らを掌握したのだと述べた。また、ユダヤ人は国家内国家 (Status in statu)を長い歴史のなかで守ってきたとして、その理念の本質を「諸民族より出でて、自らの個体を作るがよい。今日からはお前は神のもとに一人であるとわきまえて、他の者たちは根絶やしにするもよし、奴隷にするもよし、搾り取るのも自由である。全世界に対する勝利を信ぜよ。すべてがお前にひざまずくものと信ぜよ。すべてを厳格に嫌悪し、生活においては何びととも交わってはならぬ。たとえ自らの土地を失い、政治的個性を失い、あらゆる民族の間に離散するようなことがあろうとも、変わらず、お前に約束されたすべてのものを、永久に信ぜよ。すべては実現されるものと信ぜよ。しばらくは生き、嫌悪し、団結し、搾取し、待つがよい」と描写した。こうしてドストエフスキーは、ロシア人はユダヤ人への怨恨などは持っていないが、無慈悲で非礼なユダヤ人はロシア人を軽蔑し、憎んでおり、ユダヤ人はヨーロッパの取引市場や金融界に君臨し、国際政治、内政、道徳までも自由に操作し、「ユダヤ人の完全な王国が近づきつつある」とし、ユダヤ教は全世界を掌握しようとしているというユダヤ陰謀論を展開した。また、農村共同体がユダヤ人の手に渡れば、農奴制の時代やタタール侵入の時代よりもひどい時代となるとした。その上でドストエフスキーは、キリスト教の教えにもとづき、ユダヤ人の権利拡張に賛成しながら、うぬぼれで傲慢なユダヤ人はロシアに対して寛大であるべきで祖国ロシアのために尽くすべきだ、もしもユダヤ人がロシア人への嫌悪と偏見を捨て去れば、お互いに兄弟愛でむすばれる、しかし、ユダヤ人に友愛的団結を行う能力はあるか、と述べた。
1877年4月には、ヨーロッパで2世紀もロシアを憎んでいる「何千何万のヨーロッパのジューと、その連中と一緒にユダヤ化している何百万のキリスト教徒」はロシアの宿敵であるとした。
1877年9月、露土戦争についてドストエフスキーは、ロシアがスラブ的理念を放棄して、東方キリスト教徒の運命の課題を解決せずに投げ出すことは、ロシアを粉々に解体して絶滅させることだと論じ、ロシア国民は「ユダヤ人や相場師たちの手中にあって、ガルヴァーニ電気を通じてぴくぴく動くような死骸ではなく、自分の自然の使命を遂行しつつ、真の生きた生活を生きる国民でなければならない」とし、もしロシアがこの戦争を始めなかったならば、自分で自分を軽蔑するようになったことだろうとして戦争を支持した。同年11月には、コンスタンティノープルをトルコ人放逐後に自由都市にしてしまうと、「全世界の陰謀者の隠れ家となり、ユダヤ人や投機人のえじきとなる」というスラブ主義者ダニレフスキーの見解を卓越した正しい推論と称賛した。
1879年のカフカース地方のクタイシでの儀式殺人裁判についてはドストエフスキーもユダヤ人に疑念を持った。1879年夏、ドストエフスキーは、ドイツの保養地バート・エムスに療養で訪れた際に、湯治客の半分はユダヤ人であり、ドイツとベルリンはユダヤ化されてしまったと友人のロシア宗務院長ポベドノスツェフに報告している。これに対してポベドノスツェフ宗務院長は「ユダヤ人はすべてを侵略し、蝕んでいますが、『この時代の精神』が彼らに有利に作用しているのです。ユダヤ人は、社会民主的運動やツァーリ暗殺運動の根幹に位置し、新聞・雑誌を支配し、金融市場を手中におさめ、一般大衆を金融面での隷属状態に追い込み」、「今ではロシアの新聞はすでにユダヤ人のものになっています」と返信した。
小説『カラマーゾフの兄弟』(1880)では、肉欲と物欲の権化であるフュードルがユダヤ人が多く住むオデッサでユダヤ人と知り合いになり、金を稼いで貯め込む才覚を磨いたとし、また儀式殺人で快楽を引き出すユダヤ人について描写した。
1880年8月にドストエフスキーはスラヴ主義や西欧主義は間違っていると批判し、「偉大なるアーリア人種に属するすべての民族を全人類的に再結合する」ことはロシア人の使命であり、「すべての民族をキリストの福音による掟に従って完全に兄弟として和合させ、偉大なる全体的調和をもたらす」と主張した。
死の直前の1881年1月には、土地を領有するものは鉄道家や実業家や銀行家やユダヤ人でもなくて、誰よりも農民であるべきだとし、農民は国家の核心であるとした。
ポリーナ・スースロワの夫ヴァシリー・ローザノフはドストエフスキーを尊敬し、アーリア人の威光とユダヤ人の血の欲望について論じた。ドストエフスキーは聖ロシアを第三帝国としなければならないと論じ、その思想は『第三帝国』を著したドイツの右翼知識人メラー・ファン・デン・ブルックに影響を与えた。

#### トルストイと反ユダヤ主義

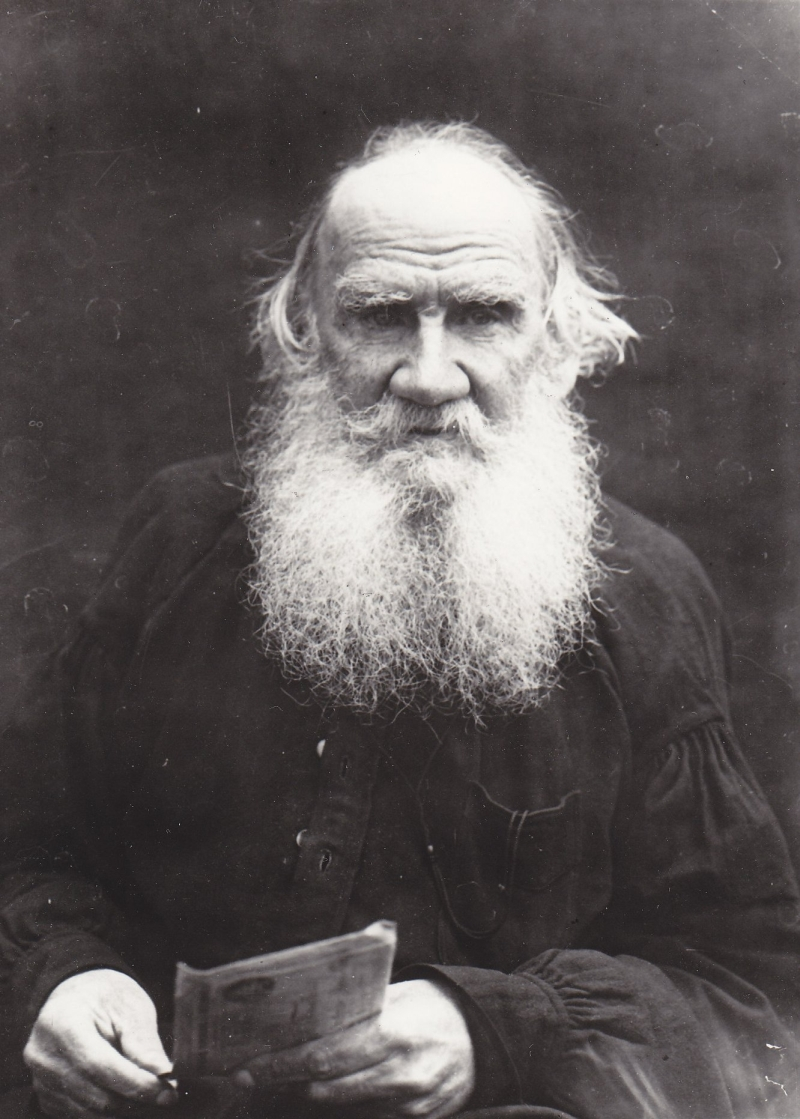
トルストイ

文豪レフ・トルストイはヘブライ語で旧約聖書を読んだが、戒律と愛との関係においてユダヤ教とキリスト教は根本的に対立するとしており，ユダヤ教の選民思想については「民族的思い上がり」と批判する一方で、ユダヤ教は我々の似非キリスト教共同体の道徳よりも高い(1890年5月25-26日付ゲッツ宛書簡)と述べるなど、アンビバレントな評価をしていた。しかし、死去するまで手紙や日記では反ユダヤ主義的な発言を繰り返した。
ドレフュス事件についてトルストイは「私はドレフュスのことは知らない。だが，私は多くのドレフュスたちを知っており、そうした人々は有罪であった」 と述べ、この事件は「フランスにとって取るに足らぬ重要性しか持たず、ましてや他の世界には全くといっていいほどつまらぬ問題」であり、「ロシア人が、ドレフュスという何ら際立ったところもない人間の擁護にかまけているのは、なんともおかしなことだ」と事件の反響を批判した。
小説『アンナ・カレーニナ』(1875-1877年)では、アンナの兄の貴族オブロンスキが権限を持つユダヤ人に「勝ち誇ったように」就職を拒絶する場面を描いた。トルストイはソロヴィヨフに自分はユダヤ人のテーマを扱う気にはなれないと打ち明けた。
1903年の大規模なポグロムについて、自分に言えることがあるとしても出版には適さないと発言した。日露戦争に際してトルストイは、ロシアの敗走ではなく、「偽キリスト教文明の敗走」であったとして、「芸術・科学的活動において、金銭を得て成功するための戦いにおいて、ずっと前から崩壊は始まっていた。ユダヤ人はそれらの活動において、あらゆる国々ですべてのキリスト教徒に打ち勝った」として、日本がユダヤ人と同じように行動していると日記に書いた。
1906年、トルストイはヒューストン・ステュアート・チェンバレンの反ユダヤ著書『19世紀の基礎』について、チェンバレンはキリストがユダヤ人ではなかったことを証明したと手紙で賞賛した。

#### アレクサンドル2世暗殺とポグロム
1881年3月13日、ユダヤ解放政策をとってきたアレクサンドル2世がテロ組織「人民の意志」のポーランド人メンバーのイグナティー・グリネヴィツキーによって暗殺された。暗殺グループにはユダヤ人女性ハシャ・ヘルフマンもいた。『ノーヴォエ・ヴレーミャ』は「鉤鼻をした東洋風の男」が、『ヴィリニュス通信』はユダヤ人が犯人であると報道した。皇帝暗殺事件を背景にして1881年4月の復活祭に先立つ聖週間には、ウクライナのエリサヴェトグラード、キエフ、オデッサで大規模なポグロム（迫害）が発生した。扇動者一団は鉄道で訪れ、ユダヤ人は皇帝を殺害したというビラが街中に貼られ、街頭で反ユダヤ新聞を読み上げて、ユダヤ人への暴行がなされていった。扇動者一団には、君主制護持派の大公や将校が結成した聖従士団の一部が関わっていた。1881年から1884年まで、南ウクライナのキエフ、エリザヴェトグラートで農民や出稼ぎ労働者によってユダヤ人のポグロムが発生した。ポグロムについて作家のシチェドリンやレスコフはユダヤ人に同情して弁護し、ゴーリキーも当惑と恥辱で胸いっぱいになるとして、作中ではユダヤ人はつねに善人として描写された。他方で1880年代のロシアの左翼団体では反ユダヤ主義が称賛され、社会主義雑誌も一誌をのぞいてポグロムを好意的に語った。
皇帝アレクサンドル3世（在位：1881年 - 1894年）は1882年にユダヤ人の搾取からキリスト教徒を守る臨時条例を定め、1883年2月には「ユダヤ人についての現行法見直し委員会」を設置し、5年間の討議の末、委員会は反ユダヤ的な政策を廃止して、ユダヤ人をキリスト教徒と融和させることが必要であると結論したが、空文となった。1883年に皇帝は「ユダヤ人がキリスト教徒から搾取し続ける限り、この憎悪が和らぐことはないだろう」と書いている。1890年、モスクワ警察はユダヤ人商店に看板でヘブライ語の名前を掲げることを義務づけた。1891年、ロシア政府は過越祭(ペサハ)に合わせてモスクワからほとんどのユダヤ人を追放した

### 最後のロシア皇帝ニコライ2世 (1894-1917)
最後のロシア皇帝ニコライ2世（在位1894 - 1917年）は1882年の臨時条例よりもユダヤ定住地域をさらに狭めて、ロシア人農民がユダヤ人から搾取されないようにユダヤ人の田園地帯、キエフ、皇帝離宮のあるヤルタなどでの居住を禁じた。定住地域外ではユダヤ人への検挙が行われ、ユダヤ人がロシア風を名乗る改名を禁止し、ユダヤ商店ではユダヤ人であると分かるように店舗に明示することが義務づけられ、また1887年から学校でのユダヤ人定員が制限された。

#### ユダヤ人国外移住推進政策
ドストエフスキーの友人だったポベドノスツェフは、ユダヤ人は寄生虫であるためつまみだす必要があるとして、「ユダヤ人の三分の一は国外へ移住させ、三分の一はキリスト教に改宗させ、残る三分の一は死に絶える」と政府に提案し、ロシア政府はユダヤ人の海外移住を推進した。
1881年のポグロム以降、1891年までにアメリカ合衆国へ移住したユダヤ人は13万5000人、1891年から1910年の間にはほぼ100万人のユダヤ人が米国、カナダ、ヨーロッパ、オーストラリア、南アフリカへ移住した。ロシアのポグロムから逃れた東欧ユダヤ人のうちドイツに留まったのは10万人以上で、7万人はパレスチナへ移住してユダヤ人民族主義運動のシオニズム運動を発展させた。

#### 『シオン賢者の議定書』
1895年、ロシア警察に保管されていた『ユダヤ教の秘密』という文書では、ユダヤ人はキリストを十字架にかけた時から壮大な陰謀を仕組み、キリスト教を世界に普及させた後でキリスト教をあらゆる手段を用いて破壊すると計画したとされたが、この文書は皇帝に提出されなかった。
他方、1897年にはユダヤ人労働者政党ブンド（Bund）が結成された。
ロシア帝国内務省警察部警備局パリ部長のピョートル・ラチコフスキーが作成を命じた『シオン賢者の議定書』(1899年から1902年にかけて成立)では、シオンの賢者らがユダヤ人専制君主を全世界の法王とするためにフランス革命を起こし、世界すべての民をユダヤ教の前に平伏させることを目的としていると書かれた。こうした陰謀論は、イエズス会、フリーメイソンを悪役とする陰謀論でもみられた。しかし、ストルイピン大臣が憲兵隊に調査を命じると、偽書であることが判明したため、皇帝ニコライ2世はこの文書の廃棄を命じた。ラチコフスキーはその後、反ユダヤ団体黒百人組のロシア民族同盟の結成に関わった。また、当時のロシア宮廷にはパピュスことジェラール・アンコース等のオカルティストがコネクションを有しており、『議定書』の草稿のロシアへの持ち込みに関与したユリアナ・グリンカも神智学に傾倒していた。
ロシアでのユダヤ人行政が強硬になると、ユダヤ人はアメリカ合衆国へ移住したり、またユダヤ人の間では、パレスチナへの愛とシオニズムが広まっていったが、1903年にはロシア政府がシオニズムを禁止した。
ロシア革命が発生すると、『シオン賢者の議定書』はロシアだけでなく、イギリス、アメリカ、ドイツ、フランス、日本でも翻訳され流布していった。1921年8月に英『タイムズ』紙が議定書は捏造であると報道し、この文書は沈静化したものの、反ユダヤ主義的言動は各地で継続した。

#### キシナウ事件 (1903)

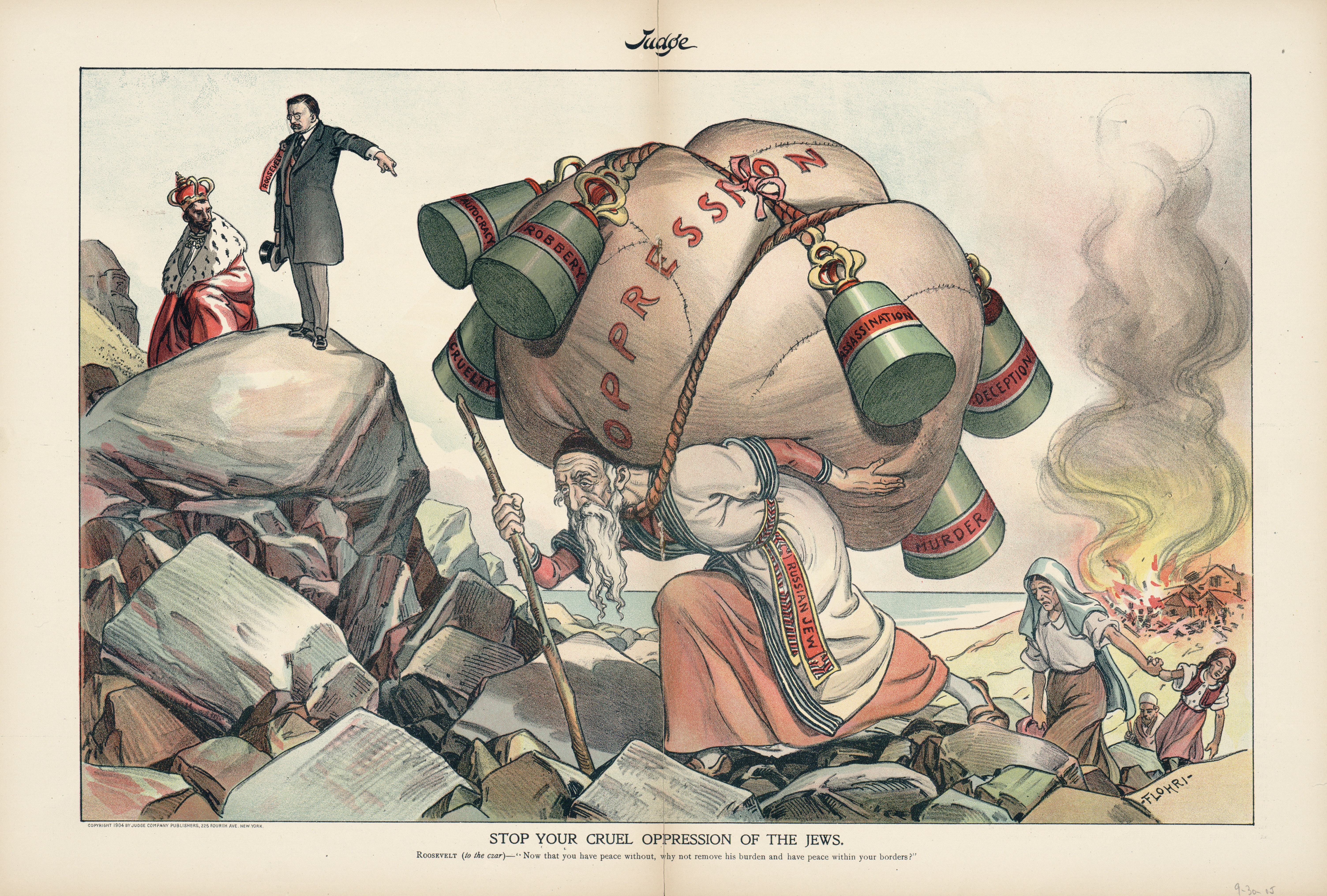
セオドア・ルーズベルトアメリカ大統領がロシア皇帝ニコライ2世にユダヤ人弾圧の停止を要請するカートゥーン(1904)

1903年2月、ユダヤ人が住民の半数を占めるベッサラビアのキシナウでの少年殺害事件はユダヤ人が犯人とされ、クルーシェヴァンの地方新聞は反ユダヤ報道を続けた。キシナウでユダヤ人への復讐を宣言する「真のキリスト教徒労働者党」が結成され、「キリスト教徒の血を吸うユダヤ人が、民衆を反皇帝運動に扇動している」と主張した。復活祭の日曜日の1903年4月6日、ポグロムが発生した。死者は49人、負傷者数は500人、町の3分の1が破壊された。軍が暴徒を鎮圧したのは翌日の夕方であった。
このキシナウ事件に対して欧米諸国は非難し、ロシア語の「ポグロム」が広く認知された。ウルーソフ公爵は、当時のロシア警察、官吏にとって反ユダヤは義務と捉えられていたとし、一方で、ロシア民衆にユダヤ人への敵意は見られないと回想している。同1903年ドゥボサリーで儀式殺人事件が起こった。

#### 日露戦争とロシア第一革命 (1904-1905)
1904年から1905年にかけての日露戦争では、反ユダヤのパンフレットが招集兵に配布され、ユダヤ人がロシア敗戦のスケープゴートとされた。

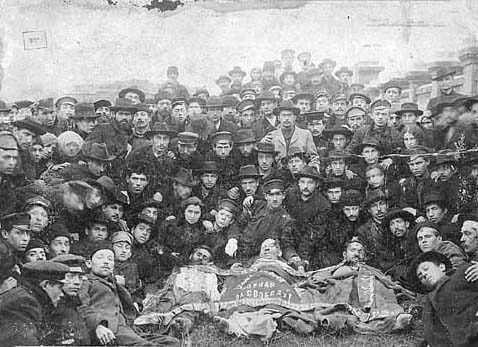
1905年、オデッサでのポグロムで殺害されたブンド党員。

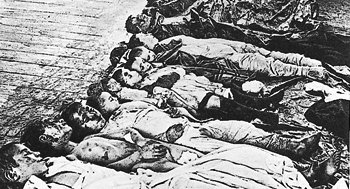
1905年のポグロムで犠牲になったユダヤ人の子どもたち

1905年1月に血の日曜日事件が起きると、春にかけて各地で大規模な抗議ストライキが起きて、ロシア第一革命が6月まで続いた。2月にはモスクワ総督でロシア大公のセルゲイ・アレクサンドロヴィチが爆弾で暗殺された。
6月には戦艦ポチョムキンの水兵が叛乱した。夏には農民一揆や、ビアウィストク、ブレスト=リトフスク、ミンスク、クリミア半島のケルチでのポグロムが発生した。
8月にニコライ2世はドゥーマ（議会）の創設を許可した。9月に日本との講和条約ポーツマス条約が結ばれたが、国内の騒乱は収まらなかった。
ロシア第一革命を通してユダヤ人への猜疑は深まり、セルゲイ・ヴィッテはユダヤ=フリーメイソンの陰謀に加担したとして告発された。しかし、ヴィッテもユダヤ人の横暴が度を越したと見ていた。

#### 十月詔書と頻発するポグロム
10月、セルゲイ・ヴィッテは「国家秩序の改良に関する詔書」で立憲主義を導入して皇帝の専制権力を制限したが、皇帝ニコライ2世は反発した。十月詔書を歓迎するデモが起こり、皇帝派の対抗デモが起こった。「ユダヤ人と革命派打倒」をスローガンとする皇帝派は、数百箇所の町でポグロムを起こした。ポグロムは、ラチコフスキーの指示によって行われ、憲兵隊長コミサーロフ（Kommissarov）は、ポグロムはいつでも組織できると豪語していた。オデッサではネイドガルド総督がポグロム犠牲者に対して「これこそはユダヤ的自由だ」と言った。1905年10月の最後の10日間だけで数百件のポグロムが発生した。この年のポグロム全体の犠牲者は死者810人、負傷者1770人となった。
十月詔書直後、皇帝ニコライ2世は革命運動の9割がユダヤ人であったために反ユダヤのポグロムが起こったと母親への手紙で報告し、2ヶ月後にはユダヤ人国際的共同行動についての法案が認可した。
ロシア政府は「革命家」を「ユダヤ人」の類義語としていた。また、ニコライ2世はユダヤ人の破壊活動に脅かされているドイツとカトリック教会との協調路線外交を支持した。
モスクワに発した暴動は、ポーランドやロシア各地でも勃発しており、ヴィッテやストルイピン首相もユダヤ人組織が世界規模で動いていると考えていた。他方、革命運動におけるユダヤ人の活動については、ロシア・マルクス主義の父と称されるゲオルギー・プレハーノフは、ユダヤ人活動家を「ロシア労働者軍の前衛部隊」として、またレーニンもユダヤ人の国際主義と前衛的な運動に対するユダヤ人の敏感さを賞賛した。
1906年、蔵相ココフツォフはユダヤ人の侵入を防ごうとしても、彼らは簡単に合鍵を見つけるので無駄であり、抑圧政策はユダヤ人を苛立たせるだけであるし、行政側の不正や越権行為を助長することにしかならないので、反ユダヤ法の制定には反対した。1906年以降は、ビアウィストクとシェドルツェのポグロムで合計110人が殺害された。
1906年から1916年にかけて、反ユダヤの著作物が2837冊出版され、皇帝も1200万ルーブルの財政援助をした。クルーシェヴァンの『軍旗（ズナーミャ）』紙は、ユダヤ問題は宗教問題ではなく、人種の問題であり、ユダヤ人は「寄生虫的で貪欲な本能」を持ち、「彼らの侵入を許してしまった社会には確実に死をもたらす」と報道した。
政治家ニコライ・マルコフは、左派代議士に向かって、「ロシア人の子供の喉を切り裂いてその血を吸うユダヤ国の末裔の正体」を暴くこともできなくなった時、正義も司法も頼りにならないとロシア民衆が確信した時には、最終ポグラムが発生して、ユダヤ人の「一人残らず、最後の一人にいたるまで、文字通り喉を掻き切られる」と演説した。

#### ベイリス事件 (1911)
1911年3月20日、13歳の男の子の死体がキエフ郊外で発見されると、ロシア民族同盟らが儀式殺人の方向で調査し、ユダヤ人の煉瓦工場職工長メンデル・ベイリスが逮捕された。作家ウラジーミル・コロレンコは、ベイリス事件について特定の民族への偏見であると抗議した。アメリカも抗議して米ロ通商条約を破棄し、内相マカロフは訴追を断念した。しかし、法相イヴァン・グリゴリェヴィチ・シチェグロヴィートフは裁判を再開し、ベイリスは無罪とされたが、少年が儀式殺人で殺害されたことは事実と認められた。9月、キエフでアナーキストのユダヤ人が皇帝の目前でストルイピン大臣を銃撃した。
1912年、改宗ユダヤ人の2世、3世は士官への昇進を禁止された。

#### 第一次世界大戦とユダヤ人スパイ恐怖
第一次世界大戦下のロシアでユダヤ人は祖国ロシアへの愛国心を宣言していた。1914年7月にはユダヤ人議員ナフタリ・フリードマンがユダヤ人とロシアには数百年の絆があり、ユダヤ人は深い祖国愛を持っているとし、またユダヤ系新聞『ノーヴォ・ヴォスホード』はユダヤ人同胞は祖国のために志願兵となったと報道した。他方で、反ユダヤ組織黒百人組による印刷物の軍内での無料配布も続き、ユダヤ人は捕虜になるとロシア人捕虜を虐待するとも報道された。
1915年にロシア軍が対ナポレオン戦来の焦土作戦に切り替えて大退却を始めると、ユダヤ人がドイツのスパイとみなされるようになった。1月に「ユダヤ人、その他スパイの疑いがある人物」の強制退去が通達され、西部地域から60万人のユダヤ人が内陸部へ追放された。
1915年秋にはユダヤ人の検挙や略式裁判での絞首刑なども行われるようになり、シナゴーグでの慣習であった村を囲む紐を敵と通話するための電話線であるとして被疑者が処刑されたこともあった。1915年に『ゼムシチナ』紙は宣戦布告してきたのはドイツではなくユダヤ人であると報道し、1916年には『グラジュダニン』紙はニコライ2世の従兄弟であるイギリス国王ジョージ5世をフリーメイソンで革命派であるとした。1915年8月、ドイツ軍がロシア領ポーランドを征服してリガに進軍すると、内相ニコライ・ボリソヴィチ・シチェルバトフは、ニコライ・ニコラエヴィチ・ヤヌシケヴィチ将軍が失敗の責任をユダヤ人に帰して軍内部でポグロムが推進されていると閣議で発言した。ルフロフ通信大臣は、ロシア人で戦争で苦痛に耐え忍んでいる間にユダヤ人銀行家は国民から搾り取っているし、1905年の非常事態（革命）にユダヤ人が果たした役割を思い出すべきであると発言、シチェルバトフ内相はユダヤ人の破壊活動についてルフロフ通信大臣の指摘は正しいが、戦争資金はユダヤ人の手中にあると述べた。ロシア国内のスパイへの恐怖は、最終的に帝政崩壊をもたらした。
一方、作家ゴーリキーやコロレンコ、メレシュコフスキーやアンドレーエフは親ユダヤ発言を行って反ユダヤ主義に抗議した。

## ソビエト・ロシア共和国:1917-1991
2月革命後の3、4月にはロシア軍脱走兵によるポグロムが発生した。3月にニコライ2世は退位した。
反ユダヤ主義は革命派にも浸透しており、ウクライナのフルスタレフ=ノサリは「反ユダヤ共和国」を打ち建てようとした。
ケレンスキー政府によれば、1917年7月、ボルシェビキ総司令部のクシェシンスキー家や無政府主義者のドゥルノボ荘の家宅捜索で反ユダヤ文献や儀式殺人の絵葉書などが見つかった。10月にレーニンはケレンスキー臨時政府の打倒を主張し、十月蜂起(グレゴリオ暦11月)後、1917年11月9日にソビエト・ロシア共和国が成立した。
ロシア革命で臨時政府が全市民の平等を宣言すると、ユダヤ人集団は臨時政府を支持した。1917年、アナトリー・ルナチャルスキー(ソ連初代教育人民委員)がクーデター直前に作成した順位表によれば、1位のレーニン、2位のトロツキー、3位のスヴェルドロフ、6位のジノヴィエフ、7位のカーメネフはユダヤ人であり、指導者グループでユダヤ人でなかった者は4位のグルジア人スターリン、5位のポーランド貴族のジェルジンスキーの2名であった。
ボルシェビキ政府閣僚では国内の反ユダヤ主義の勢力へ配慮して、ユダヤ人はトロツキーのみとなった。しかし、すでにロシア国内では革命はユダヤ人によるという見方が浸透しており、『ルプティジュルナル』はボルシェビキとユダヤ人へのポグロムを呼びかけた。
『資本論』を書いたマルクスはユダヤ人であり、革命当初のレーニンの内閣のメンバーは半分以上がユダヤ系だった。そのため、ロシア革命とユダヤ人は諸外国でも同一視されていき、ヨーロッパ、アメリカなど国内外で反ソと共に反ユダヤ主義が強まった。その後に共産主義国家の誕生で、当初は宗教活動が制限されたものの、社会主義計画経済などソ連の政策が行き詰まると国民の不満緩和のためにロシア正教への制限が緩和された。人々は不満のはけ口をユダヤ人に向け、ソ連の人々は再びロシア正教に救いを求めたため、反ユダヤ主義が台頭した。人々は経済の不満を「ユダヤ人が作った共産主義」のせいだと噂し、ユダヤ人襲撃さえ起こすようになった。こうして、迫害を恐れてソ連を脱出するユダヤ人が多数発生した。ソ連とイスラエルの間には国交が無かったため、駐ソオランダ大使館内にイスラエルの利益代表部が間借りし、イスラエルのビザを発行していた。ソ連前年からソ連国内に住むユダヤ人たちだで長蛇の列が出来ていた。 2016年時点のイスラエルの人口は840万人に増えているが、そのうちロシアからの移民してきた人数は120万人であり、イスラエル人口の15％を占めている。ソ連の「国内パスポート」には「第5項目」があり、自分の属する民族が記されていた。この第5項目が「ユダヤ人」だと、外交官になったり、秘密警察「KGB」に勤務したり、モスクワ大学の物理学・数学部に入学するなどいくつかのキャリアは閉ざされた。

### ロシア内戦:1917-1922
ロシア白軍総司令官のコルチャークは1918年7月のロマノフ家処刑直後に『シオン賢者の議定書』に没頭し、1919年2月15日には「ロシアを破滅に追い込んでいるユダヤのごろつきどもを追い立てよ」と宣言し、ロシアの大地は反ユダヤ十字軍を必要としていると宣言した。アントーン・デニーキンが指導した南ロシア白衛軍は1919年秋にモスクワからトゥーラまでのかつてのユダヤ人定住地区を進軍し、デニーキンはポグロムを禁じたものの、ポグロムが行われた。デニーキンは反ユダヤ熱は兵士に蔓延し、キリスト教徒兵士からの虐待を防ぐためにユダヤ人部隊を編成したり、また白軍義勇兵のユダヤ人将校数十人が追放されたこともあったと記録している。
革命の結果無一物となった白系ロシア人はユダヤ脅威論を吹き込まれていたため、革命は危惧が的中したこととなり、敵意はボリシェビキのユダヤ人幹部に向けられ、次に革命を逃れてシベリア、満州に避難した一般のユダヤ人にも向けられた。1919年6月、ロシアでキリストと皇帝を殺害しロシアを破滅させようとしているユダヤ人についてのパンフレットが広く配付された。

### ウクライナのポグロム (1919)
1919年、ロシア内戦期のウクライナのキエフ県、ポドリア県(ポジーリャ）、ヴォルイニア県でポグロムが625件発生し、ポドリア県のプロスクロフでは1650人・ヘルソン県のエリザヴェトグラートでは1526人のユダヤ人が殺された。ポグロムに参加したのはウクライナ軍、赤軍、白軍（義勇団）、農民であった。ウクライナ軍は「ウクライナを救うためにユダヤ人を殺せ」というスローガン、旧皇帝軍の義勇団は「ロシアを救うためにユダヤ人を殺せ」というスローガンによってポグロムを行った。ウクライナの緑軍は指導者アタマンがユダヤ人のトロツキーは正教会を破壊すると扇動した。1918年から20年にかけてウクライナで殺害されたユダヤ人は6万人以上となった。

### ツンダー文書
赤軍のユダヤ人指揮官が所持していたといわれたツンダー文書（Zunder Document）も1918年5月頃以降のロシア白軍で流布し、1922年にはチェコスロバキア共和国議会で読み上げられた。

### ドイツ系ロシア人とナチス
ドイツのナチ党にはバルト海沿岸地域出身のドイツ系ロシア人が大きく寄与した。1917年の革命以前はロシア帝国領だったリガ出身のマックス・フォン・ショイプナー＝リヒターはナチ党最大の資金調達者であり、シッケダンツ、クルゼル、マントイフェルなどもリガ出身であった。1935年に『ユダヤ帝国主義』を刊行したボストゥニツはSSでユダヤ人問題担当科学専門家となるが、元ロシア帝国領ウクライナ出身であった。

### ボルシェビキの宗教政策
1917年のロシア革命で、ロシア帝国でのユダヤ人差別法が廃止された。
1918年1月、ロシア正教のヴォストーコフ総主教は「わたしたちはツァーリを転覆したが、代わってユダヤ人に隷属させられた」と発言した。
レーニンからソ連を追放されたイェカテリナ・クスコヴァによれば、当時のソ連では、キリスト教が追放された学校は「ユダヤ的」であると憎まれ、ボルシェビキの宗教政策を「ユダヤによる抑圧政策」とみなす者もいた。
1922年3月、自由主義の政治家ウラジーミル・ドミトリエヴィチ・ナボコフ（作家ウラジーミル・ナボコフの父）は、シャベリスキー=ボルクとタボリツキーによって暗殺された。シャベリスキー=ボルクの師は、チェンバレンを信奉する反ユダヤ主義者のロシア人フュードル・ヴィンベルク大佐であった。

### ビロビジャンへのユダヤ人入植 (1928)
1926年のモスクワでのユダヤ人住民は15万人以上となり、一般のロシア人にとっては『シオン議定書』のユダヤの権力を裏付ける証拠となった。
また同1926年のバーベリの小説『騎兵隊』では、女性密売者が兵士に向かって、「お前たちはロシアのことを考えていない。ユダヤのレーニンとトロツキーばかり助けている」と非難する。この箇所は検閲で「レーニンとトロツキー」が削除され、「ユダヤばかり助けている」と変更された。また、『ザモスチエ』ではユダヤ人は誰からも悪者にされ、戦争後はわずかしか残らないだろうと百姓が語る。
1928年、カリーニン議長は極東の地域ビロビジャンへのユダヤ人入植を提案し、ユダヤ民族区(現在のユダヤ自治州)が設置された。国内でのシオニズムの影響力を警戒したためだった。1928年には反ユダヤ主義を罪状とする裁判が38件となった。
1929年、レダットの著書『反ユダヤ主義と反ユダヤ主義者』ではロシア共産党とコムソモール(青年団)で反ユダヤ主義が浸透しているとされ、また党中央委員会104名のうち11名がユダヤ人であり、公務員におけるユダヤ人の割合はモスクワで12%とされた。

### スターリンの時代 (1931-1953)

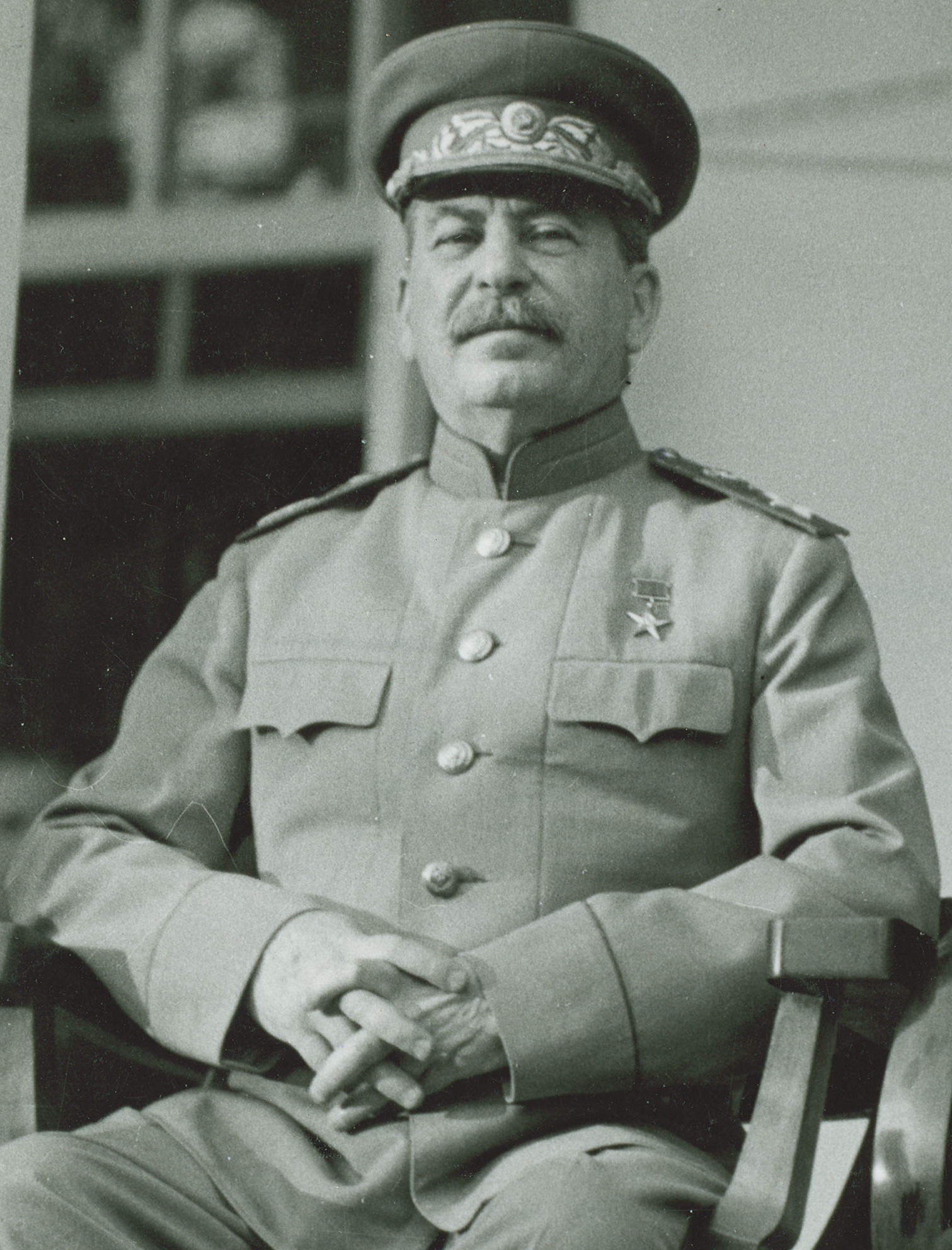
スターリン

1931年にヨシフ・スターリンの独裁が始まると親ユダヤ的な文献は発刊されなくなり、スターリンはユダヤ主義などカニバリズムの名残にすぎないと述べた。スターリンは「ボリシェヴィキはポグロムを組織して党内のユダヤ分子を片付ける」と述べ、大粛清のなか、ヒトラーと同様の「ユダヤ人世界陰謀説」を持ち出し、ソ連とその衛星国家においてユダヤ人迫害を行った。1934年から1938年のスターリンの大粛清によりユダヤ民族区のユダヤ人指導者は大量に処分され、ユダヤ系の政治家カーメネフ、ヤキール、ソコリニコフ、ラデック、トロツキーなども犠牲になった。ユダヤ系詩人マンデリシュタームはスターリンに対して「ゴキブリのような大きな髭」と挑発したため逮捕され、ウラジオストクのグラーグへ移送され没した。極貧だったスターリンの父ペソは裕福なユダヤ人を憎悪し、その息子ヨシフも同じくユダヤ人を憎悪した。ヨシフの長男ヤーコフも捕虜となった際の尋問で「ユダヤ人は働くことをしらない。彼らにとって大切なのは商売だけだ」と陳述しており、スターリン一族では反ユダヤ主義が浸透していた。
1944年には、ソビエト占領下のポーランドにおける反ユダヤ運動が勃発した。
第二次世界大戦後のスターリン政権でも反ユダヤ主義政策を先鋭化させていった。
ユダヤ人は革命や戦争で重要な役割を果たしたが、スターリン政権下の1940-50年代初頭には責任あるポストに一人のユダヤ人も任命されなかった。
1946年、ユダヤ系の作家エレンブルグとグロスマンは戦中のユダヤ人の悲劇を『黒書』として印刷したが、刊行を差し止められた。
1948年1月、ユダヤ自治州ビロビジャンでユダヤ人反ファシスト委員会議長ミホエルスが暗殺、11月には委員会も廃止され、12月にはユダヤ人指導者がアメリカのスパイとして告発された。
1953年1月13日、アメリカのユダヤ人組織ジョイントの指示で政治家ジダーノフとシチェルバコフ将軍を暗殺したとして、ユダヤ人医師たちが逮捕され、マスコミでは「シオニストの犯罪」としてキャンペーンが繰り広げられるという医師団陰謀事件が発生した。歴史家ゲレルは、この事件はスターリンによるユダヤ人政策の第一幕であり、最終的にはユダヤ人を東方地域へ強制移送することが計画されていたが、スターリンの死によって実現しなかった。

### フルシチョフ政権 (1953 – 1964)

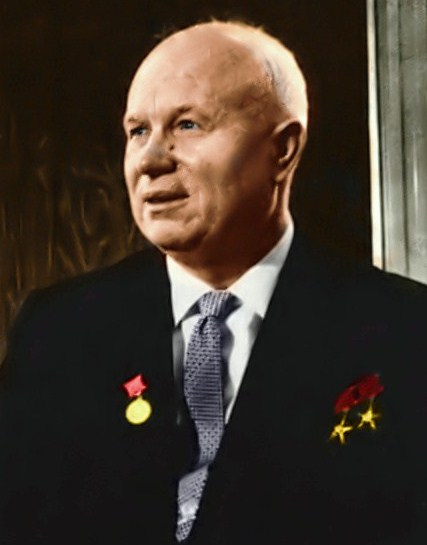
フルシチョフ書記長(任期1953年 – 1964年)

スターリンに続いてニキータ・フルシチョフ書記長も反ユダヤ主義者であり、フルシチョフはユダヤ人が高い地位につくと住民から悪く見られるとし、ユダヤ人の昇進を遠ざけるなど、反ユダヤ主義的な政策をとり、ソ連では非ユダヤ民族は適性を有しているが、ユダヤ人の否定的な精神には付ける薬がなく、ユダヤ共同体の存続には懐疑的であると発言した。
ユダヤ系の作家パステルナークは当局から「個人主義的である」として出版が阻まれ、1958年にノーベル賞を受賞するとソ連作家同盟から除名され、パステルナークからソ連国籍を剥奪する運動が起こされた。

### バビ・ヤール事件
1959年10月、戦中にナチスによって3万人以上のユダヤ人が犠牲となったバビ・ヤールでスタジアム建設が計画されると、作家ヴィクトル・ネクラーソフが抗議し、1961年には詩人エフゲニー・エフトゥシェンコが『バビ・ヤール』を書いたが、ソ連当局から弾劾された。
1962年にショスタコーヴィチが交響曲第13番でバビ・ヤールを扱うと、当局は物々しく警備し、報道も規制された。同1962年、イギリスの哲学者ラッセルがモーリヤックやユダヤ人哲学者マルティン・ブーバーの支持を得て、フルシチョフ体制下のユダヤ人迫害に抗議した。
エフトゥシェンコが当局の対応を批判すると、1963年にフルシチョフは「ファシストが犯した犯罪の犠牲者がもっぱらユダヤ人だけだったとなりかねない」と返答した。

### 反イスラエル・キャンペーン
フルシチョフ体制下では「経済的犯罪」「社会的寄生罪」という罪状で多くのユダヤ人が告発されていた。その跳ね返りとして、ソ連では、反イスラエルのキャンペーンが繰り広げられ、アイヒマン裁判はイスラエルとドイツの共同謀議であり、シオニズムはナチズムになぞらえられた。
フルシチョフは反ユダヤ主義を学問へと押し上げようとして、1963年に出版されたトロフィム・キチェコの著書『素顔のユダヤ教』を支援した。キチェコの著書には、イスラエル兵がナチスの鉤十字やプロイセンの鉄兜を被ったカリカチュアが掲載され、ユダヤ部族は自分たちが動物の子孫であると考え、またカナーンに侵入した後、カナーンの住民を皆殺しにしたと書いた。
1963年、ユダヤ系の詩人ブロツキーは祖国を裏切ったとして告発され、5年間の懲役刑を宣告されたが、ブレジネフによって大赦を得て、のちにアメリカに移住した。

### ブレジネフ政権 (1964 – 1982)
レオニード・ブレジネフ書記長(任期1964年 – 1982年)の時代になっても、反ユダヤ主義は続いた。1966年、ユダヤ系作家ユーリー・ダニエリはグラグに5年間強制収容され、アンドレイ・シニャフスキーは「アブラム・テルツ」というユダヤ風の筆名でエッセーを刊行したため、7年のグラグ収容が言い渡された。
1967年の6日戦争後、ソ連では反シオニズムキャンペーンが展開し、ユーリー・イヴァノフは著書『シオニズムにご用心』でシオニストとナチスの連携について論じた。
1961年に反体制的であるとして収監されたユダヤ系作家エドゥアルド・クズネツォフは、釈放されると1970年に航空機ハイジャックを起こして死刑を言い渡されるが、国際世論によって刑は軽減された。クズネツォフは獄中で囚人たちがブレジネフ書記長やアンドロポフKGB議長をユダヤ人とみていたことを報告している。クズネツォフは1972年、イスラエルに亡命した。
青年団コムソモールの宣伝部書記であったが一度共産党から追放されたヴァレリー・スクルラートフは1975年に学位論文『シオニズムとアパルトヘイト』を刊行し、1976年に偽書『ヴェーレスの書』でギリシャ人とユダヤ人によって原ロシア人の文明は根こそぎ消失させられたと主張した。
レフ・コルネイエフはショアーの犠牲者はシオニストによって2倍3倍に水増しされたとし、ロベール・フォリソンの後継者を自任した。
1970年代にロシアでの数学界からユダヤ系学者が追放され、熱狂的な反ユダヤ主義者のイワン・マトレヴィチ・ヴィノグラードフとポントリャーギンが支配するようになり、フランスのユダヤ系数学者ローラン・シュヴァルツは抗議した。

### ソ連崩壊まで (1982-1991)
ブレジネフ政権以降は、ユーリ・アンドロポフ政権(1982-1984)、コンスタンティン・チェルネンコ政権(1984-1985)、ミハイル・ゴルバチョフ政権(1985-1991)と変遷し、1991年12月にソビエト連邦の崩壊となる。
1985年、ドミトリー・ヴァシリーエフが創設したロシア愛国主義団体パーミャチは、反ユダヤ主義を公然と掲げ、ロシアはシオニズムの攻撃、タルムードの無神論、コスモポリタニズムの侵略に屈服させられ、富を掠め取られていると主張する。1987年、ヴァレリー・エメリヤーノフは反シオニスト・反フリーメイソン世界戦線を創設した。
アレクシイ2世が1991年にイスラエルを訪問し、反ユダヤ主義を非難すると、同年2月27日雑誌『若き親衛隊』は、ユダヤ人は人類を隷属状態におとしめており、異教徒を根絶やしにする目的でアインシュタインやオッペンハイマーなどのユダヤ人学者は原子爆弾を作り、同じくユダヤ人のテラーは水素爆弾を、サミュエル・コーエンは中性子爆弾を開発したと批判した。また、ニュルンベルク裁判での処刑は10月16日に執行されたが、この日はユダヤ教の休日贖罪の日(ヨム・キプル)であり、ヤハウェの復讐の日であったとした。
ソ連からのユダヤ人の亡命者は1971年に1万3022人、1972年に3万1681人、1973年に3万4733人、1990年から1991年には数十万人が国外へ亡命した。

## 現代のロシア連邦
1991年のソビエト連邦の崩壊後のロシア連邦においては、1993年10月にロシア自由民主党のジリノフスキーが、イスラエルとシオニストは、アメリカと結託してソ連に第二のユダヤ人国家を創設しようとしているとし、またユダヤ人がロシアの新聞を支配していると発言したことがある。